# Patrik Airosto
Patrik Airosto, född 17 november 1983, uppvuxen i Vetlanda, är en programledare inom radio, journalist och ljudboksinläsare. Han har genom åren bland annat hörts på radiokanaler som Rix FM, Lugna Favoriter, Sveriges Radio och The Voice. Mellan 2010 och 2012 jobbade Airosto för Vakna med The Voice. Programmet sändes dels i radio och dels på Kanal 5.